# توني فرتادو
توني فرتادو (بالإنجليزية: Tony Furtado)‏ هو عازف بانجو أمريكي، ولد في 18 أكتوبر 1967 في بليسانتون في الولايات المتحدة.

## وصلات خارجية
- الموقع الرسمي
- توني فرتادو على موقع ميوزك برينز (الإنجليزية)
- توني فرتادو على موقع ديسكوغز (الإنجليزية)